# Bjelobrdska kultura
Bijelobrdska kultura ili bjelobrdska kultura je ranosrednjovjekovna arheološka kultura koja je doživjela procvat u 10. i 11. stoljeću u srednjoj Europi. Predstavlja sintezu kulture koju su u Karpatski bazen uveli mađarski osvajači oko 900. godine i ranijih kultura koje su postojale na teritoriju (na području današnje Hrvatske, Mađarske, Rumunjske, Srbije i Slovačke) prije mađarskog osvajanja. Dijelovi ženske nošnje, uključujući "nakit od pletene žice, dvodijelne limene privjeske, narukvice sa zmijskim glavama i sljepoočničarke u obliku slova S" (P. M. Barford),  karakterističniji su ostatci materijalne kulture. Kultura je nestala oko 1100. godine, najvjerojatnije ne posve neovisno o zakonima usvojenim pod kraljevima Ladislavom I. i Kolomanom od Mađarske koji su propisivali pokapanje mrtvih na grobljima razvijenim u blizini crkava.
U početku se smatralo da su siromašniji mađarski grobovi slavenskog podrijetla, a da su samo bogati ukopi konjanika mađarski. Ova teza je osporena 1940-ih, a sada je odbacuju mađarski znanstvenici, poput Béle Szőkea, koji siromašnije ukope vide kao mađarske pučane. 
Kultura je dobila ime po arheološkom nalazištu, srednjovjekovnom groblju, smještenom u blizini sela Bijelo Brdo u Hrvatskoj na kojem se istražuje od 1895. Zdenko Vinski datira Bijelo Brdo 1 u 7. stoljeće.
Prema ruskom arheologu Valentinu Vasiljeviču Sedovu, osnovni teritorij bjelobrdske kulture obuhvaćao je područje današnje Mađarske, južne Slovačke i dio Vojvodine.